# Сантос, Итан
Итан Сантос (англ. Ethan Santos; 22 декабря 1998, Гибралтар) — гибралтарский футболист, защитник клуба «Манчестер 62», выступающий на правах аренды за клуб «Линкс» и сборной Гибралтара.

## Биография

### Клубная карьера
Воспитанник гибралтарского клуба «Линкс». В 2016 году выступал за резервную команду клуба «Европа». В 2017 перешёл в «Манчестер 62», в составе которого дебютировал в чемпионате Гибралтара, сыграв в свой первый сезон в высшей лиге 8 матчей. По итогам сезона «Манчестер 62» вылетел из высшей лиги и сезон 2018/19 Сантос начал вместе с клубом во втором дивизионе, но по ходу сезона подписал контракт с командой из высшего дивизиона «Монс Кальп».

### Карьера в сборной
В марте 2019 года Сантос дебютировал за молодёжную сборную Гибралтара, а осенью того же года был впервые вызван в основную сборную Гибралтара на товарищеский матч со сборной Косова и отборочные матчи чемпионата Европы 2020, однако на поле не вышел.